# Uramphisopus pearsoni
Uramphisopus pearsoni is een pissebed uit de familie Phreatoicidae. De wetenschappelijke naam van de soort is voor het eerst geldig gepubliceerd in 1943 door Nicholls.